# La Teulera (Palma)

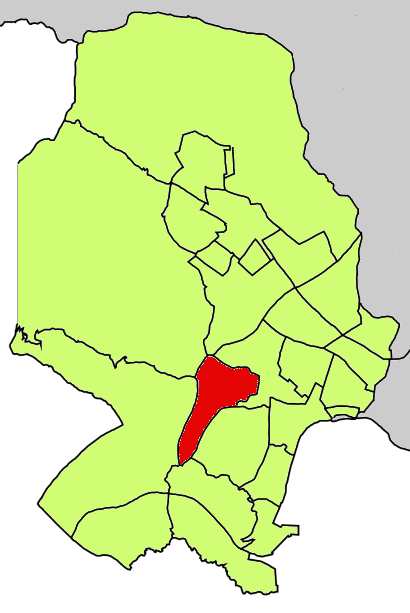
Localització de sa Teulera respecte del Districte de Ponent.

La Teulera és un barri de la ciutat de Palma, a l'illa de Mallorca. Es troba delimitat pels barris de la Bonanova, Gènova, Bellver, Son Dureta, Son Rapinya i Son Vida. Administrativament pertany al districte de Ponent i l'any 2018 tenia 1.829 habitants censats.
Sa Teulera és una urbanització a ponent de Son Dureta, situada devora del bosc de Bellver i el torrent de Sant Magí. L'origen del topònim prové d'una possessió les cases de la qual foren esbucades el 1992 per una promotora urbanística. Tenien una arquitectura singular, cosa que motivà que fossin incloses al llibre d'Arthur Byne i Mildred Stapley, Cases i Jardins de Mallorca (1928). Segons aquest llibre, hi havia una torre amb un rellotge de sol amb l'anagrama YHS i la data de 1798. També, anomenen l'existència d'una escala que conduïa a les cambres dels senyors i que era suportada per una columna de fust helicoidal i capitell jònic.
Als terrenys de la possessió hi ha les pedreres de la Fontsanta d'on s'extragué marès per a la construcció de la Seu de Palma. L'Arxiduc Lluís Salvador ens diu que els ciutadans de Palma tenien aquests terrenys com un dels llocs preferits per celebrar els pancaritats.